# Confidential Informant
Confidential Informant je americký thriller z roku 2023, který napsali Michael Oblowitz, Michael Kaycheck a Brooke Nasser, režíroval jej Oblowitz a v hlavních rolích se představují Dominic Purcell, Kate Bosworth a Mel Gibson.

## Zápletka
Tom Moran (Purcell), policejní detektiv trpící rakovinou, uzavře dohodu s informátorem, že se nechá zabít při výkonu služby, aby jeho rodina mohla od policie získat vysoké finanční odškodnění pro případ jeho úmrtí.

## Děj
Píše se rok 1995. Detektivové Tom Moran a Mike Thornton, veteráni z války v Perském zálivu, honí losangeleského vraha policistů zvaného Chayo. Na stopě jim pomáhá tajný informátor Carlos, díky němuž obcházejí byrokracii, ale zároveň sklouzávají k riskantním metodám. Jediný, kdo jejich psychologii chápe, je nadřízený Kevin Hickey, veterán z Vietnamu.
Když Tomovi diagnostikují rakovinu žaludku v terminálním stadiu, uvědomí si, že po sobě zanechá rodinu bez prostředků. Výhody pro pozůstalé padlých policistů ho přivedou k temnému plánu: Carlos zastřelí Toma při fingovaném střetu a poté spáchá sebevraždu, aby scéna vypadala jako hrdinská smrt ve službě. Carlos, sám nevyléčitelně nemocný AIDS, souhlasí výměnou za peníze pro svou rodinu. Tom s Mikem proto přepadnou drogového dealera a uloupí hotovost.
Plán se však zhroutí: Carlos se po Tomově smrti nedokáže zastřelit a rozpoutá přestřelku, v níž ho Mike zabije v sebeobraně. Vyšetřovatel vnitřních záležitostí Learner brzy spojí loupež a podivnou střelbu; Hickey však kryje Mikea a připomíná Learnerovi, že právo někdy nedokáže pojmout oběti válečných veteránů. Learner nakonec kauzu odkládá.
Mike je rehabilitován, Chayo dopaden a Mike sám sobě slibuje žít střízlivě a postarat se o Tomovu rodinu – poslední splátku dluhu muže, který mu kdysi zachránil život a vzdát tak poctu jeho věrnosti.

## Obsazení
- Dominic Purcell jako Tom Moran
- Kate Bosworth jako Anna Moran
- Mel Gibson jako Kevin Hickey
- Nick Stahl jako Mike Thorton
- Meadow Williams jako Jenny Sullivan
- Arielle Raycene jako Ginger
- Erik Valdez jako Carlos
- Russell Richardson jako William Learner
- Joe Mangano jako Jon Lindstorm